# Uta Ranke-Heinemann
Uta Ranke-Heinemann (Essen, 2 de octubre de 1927-Ib., 25 de marzo de 2021) fue una teóloga cristiana alemana, catedrática, académica y escritora.

## Niñez
Es hija del que fuera presidente de Alemania de 1969 a 1974, Gustav Heinemann, que ocupó también altos cargos en la iglesia protestante alemana.
Durante la Segunda Guerra Mundial, cuando su casa y su escuela en Essen fueron destruidas por los bombardeos de la aviación aliada, su madre, Hilda Heinemann, le pidió al famoso teólogo protestante Rudolf Bultmann (del que había sido alumna durante años) si podía albergar en su casa a su hija. Y así fue como Uta, con la buena acogida del profesor Bultmann, vivió en casa de este y su familia durante 1944 y 1945. Después de la Segunda Guerra Mundial fue la primera chica que tuvo como alumna el instituto 'Burggymnasium' de Essen, en el que 1947 terminó su bachillerato con ‘matrícula de honor’, lo que por entonces fue algo extraordinario, cosa que no había ocurrido durante 30 años.

## Catolicismo
Después de casi siete años de estudios de teología protestante en Bonn, Basilea, Oxford y Montpellier, alumna de Heinrich Schlier, se convirtió al catolicismo en septiembre de 1953 y fue compañera de estudios teológicos de Joseph Ratzinger, quien posteriormente sería Papa, en la Universidad de Múnich, en 1953 y 1954. Realizó su doctorado en 1954 en Múnich, debiendo hacerse notar que con anterioridad a ese año ninguna mujer había obtenido el doctorado en teología católica.
En 1970 se convirtió también en la primera mujer del mundo en obtener una cátedra de teología católica: la cátedra de Nuevo Testamento e Historia de la Iglesia Antigua en la Universidad de Essen; pero en 1987 la Iglesia católica le prohibió continuar la enseñanza en su cátedra, y seguidamente la excomulgó por herejía (canon 1364 § 1 CIC y canon 751 CIC), porque puso en duda la virginidad de María en la concepción y nacimiento de Jesús. No obstante, ella se sigue considerando a sí misma como cristiana y fiel seguidora de Cristo en su doctrina de amor al prójimo y en su pacifismo.
Su obra más conocida es «Eunucos por el reino de los cielos. Iglesia católica y sexualidad», que ha sido traducida en todo el mundo. En ella, de una forma clara y amena, pero siempre rigurosa y perfectamente documentada, hace un estudio crítico de la posición multisecular de la Iglesia católica respecto a la cuestión del sexo.
Otra de sus obras también internacionalmente conocida es «No y amén. Invitación a la duda», en la que reflexiona críticamente con el mismo rigor científico (e invita a la reflexión) sobre los puntos claves de la doctrina de la Iglesia católica en conflicto con la modernidad.

## Pacifismo
Desde la década de 1970, además de su actividad docente, Ranke-Heinemann se comprometió en el campo del desarrollo social y la ayuda humanitaria. Apoyó los movimientos por la abolición de las armas nucleares y por la prohibición el uso del napalm. Llevó medicamentos y suministros en 1972 a Hanói, durante la guerra de Vietnam, en 1973 a la India y en 1979 a Camboya. En la década de 1980 hizo parte del movimiento pacifista.
En 1999, a pesar de no ser militante de ningún partido político, en protesta contra la participación de Alemania en la guerra de Kosovo y los bombardeos a Yugoslavia, se presentó como candidata a la presidencia por el partido de izquierda PDS, para la elección presidencial de ese año.

## Despedida del cristianismo tradicional

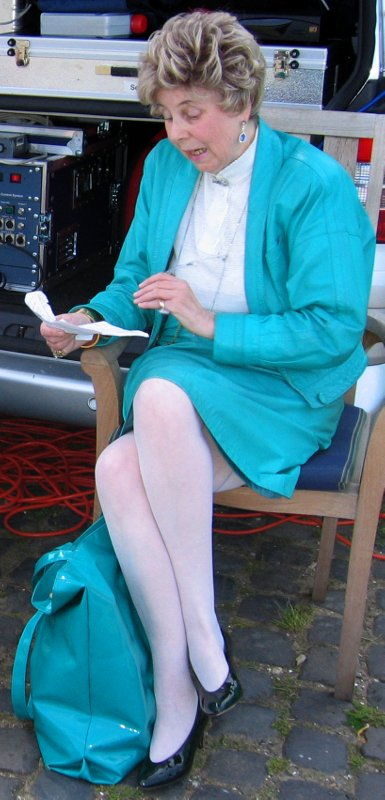
Uta Ranke-Heinemann en 2005

Después de la muerte de su marido el 11 de septiembre de 2001 (lo que la "arrancó de su anclaje") le dedicó una nueva versión de su obra Nein und Amen (No y Amén) (2002 Heyne, Múnich) con subtítulo adicional "Mi despedida del cristianismo tradicional" y un capítulo final: Eine Blume auf dem Grab meines Mannes ("una flor en la tumba de mi marido"). En esta nueva versión ya no se limita a las preguntas esenciales de la duda en la fe, sino expresa su “despedida del cristianismo tradicional”. Declara:

“La memoria de Rudolf Bultmann, el erudito lleno de solidaridad, el iluminado lleno de devoción, me ha acompañado toda la vida, cuando me crecían las dudas. Pero al mismo tiempo su ejemplo me enseñó, que el escéptico puede ser cristiano, si bien no de forma tradicional”.

Rechazó la interpretación de la crucifixión de Jesús como redención en un “séptuplo credo negativo”:
1.	La Biblia no es la palabra de Dios, sino palabra del hombre.
2.	Que Dios exista en tres personas, es fruto de imaginación humana.
3.	Jesús es hombre, no es Dios.
4.	María es la madre de Jesús y no la madre de Dios.
5.	Dios hizo la tierra y el cielo, el infierno es un invento del hombre.
6.	No hay ni pecado original ni diablo.
7.	Una redención sangrienta en la cruz es expresión de religión pagana de sacrificio humano con estructura de la Edad de Piedra.
Fue presidenta no confesional del departamento de Historia de las Religiones en la Universidad de Essen y colaboró con múltiples universidades occidentales en congresos, cursos y conferencias

## Obras
- Eunucos por el reino de los cielos. Iglesia católica y sexualidad, publicada en España por Editorial Trotta, S.A., 1998. ISBN 84-87699-86-3
- No y amén. Invitación a la duda, publicada en España por Editorial Trotta, S.A., 1998. ISBN 84-8164-201-0
- Putting away Childish Things, publicada en inglés por Editorial Harper, 1995. ISBN 0-06-066861-X
- Una corta pero interesante colaboración (entre las de otros muchos intelectuales) en el libro En qué creo yo, de Karlheinz Deschner y Anselmo Sanjuán. Editorial Yalde, 1992. ISBN 84-87705-07-3